# مرجان أزرق فيجي
مرجان أزرق فيجي (الاسم العلمي:†Heliopora fijiensis) هو نوع منقرض من اللاسعات يتبع جنس المرجان الأزرق من فصيلة المرجانيات الزرقاء.